# کامران باقری لنکرانی
کامران باقری لنکرانی (زادهٔ ۱۳۴۴ در تهران) پزشک و سیاستمدار ایرانی است. او عضو جبهه پایداری، عضو هیئت مؤسس و هیئت امنای بنیاد فرهیختگان ایران می‌باشد که در دولت نهم سمت وزیر بهداشت، درمان و آموزش پزشکی را برعهده داشت.
او مدرک دیپلم خود را از دبیرستان شبانه‌روزی توحید شیراز اخذ نمود و مدرک دکترای حرفه‌ای پزشکی خود را در سال ۱۳۶۸ از دانشگاه علوم پزشکی شیراز دریافت کرد. سپس مدرک تخصص بیماری‌های داخلی را در سال ۱۳۷۱ از دانشگاه علوم پزشکی شیراز و مدرک فوق تخصص بیماری‌های گوارش و کبد را در سال ۱۳۷۵ از دانشگاه علوم پزشکی شیراز دریافت کرد. وی در حال حاضر عضو هیئت امنای بنیاد فرهیختگان ایران و رئیس مرکز تحقیقات سلامت در دانشگاه علوم پزشکی شیراز است.

## تحصیلات
طبق اطلاعات وبگاه پاب‌مد وی دارای مقالات مختلفی در زمینه‌های بیماری‌های داخلی، عفونی، ارتوپدی، اعصاب و روان، سیاست گذاری‌های درمان عمومی در مجلات مختلف داخلی و خارجی می‌باشند. بر اساس پایگاه اطلاعاتی Scopus وی دارای بیش از ۱۰۰ مقاله در مجلات بین‌المللی بوده و h-index وی طبق گوگل اسکالر ۳۳ است. وی هم‌اکنون مدیر مسئول، سردبیر یا عضو هیئت تحریریه تعداد متعددی از مجلات داخلی و بین‌المللی می‌باشد. دکتر کامران باقری لنکرانی در سال ۱۳۷۱ به عنوان استادیار بخش داخلی دانشگاه علوم پزشکی شیراز کار خود را آغاز نمود. وی در سال ۱۳۸۱ به درجه دانشیاری و در سال ۱۳۸۵ به درجه استاد تمامی ارتقا یافت.
یک سایت نزدیک به گروه پایداری در گفتگویی با باقری لنکرانی وزیر سابق احمدی‌نژاد از وی به عنوان پروفسور لنکرانی یاد کرد.

## سمت‌ها
کامران باقری لنکرانی در دوران دانشجویی خود، دبیر جامعه اسلامی دانشجویان دانشگاه علوم پزشکی شیراز و سپس عضو شورای مرکزی اتحادیه جامعه اسلامی دانشجویان بود. پس از فارغ‌التحصیلی، به ترتیب به‌سمت معاون آموزشی گروه داخلی و معاونت دانشگاه علوم پزشکی شیراز منصوب شد. همچنین مدتی به عنوان ریاست بیمارستان نمازی شیراز ایفای مسئولیت نمود.
با روی کار آمدن دولت محمود احمدی‌نژاد در سال ۱۳۸۴، کامران باقری لنکرانی به عنوان وزیر بهداشت دولت نهم انتخاب شد. اما در دولت دهم، جای خود را به مرضیه وحید دستجردی داد تا اولین زنی باشد که در ایران به مقام وزارت می‌رسد. وی در سال ۱۳۹۰ تا آغاز سال ۹۲ به عنوان سخنگوی جبههٔ پایداری انقلاب اسلامی فعالیت نموده‌است و در اردیبهشت سال ۱۳۹۲ برای کاندیداتوری این حزب در یازدهمین دروره انتخابات ریاست جمهوری ایران از این پست کناره‌گیری نمود.

## انتخابات ریاست جمهوری
حسین جلالی، رئیس دفتر محمدتقی مصباح یزدی در ۲۴ فروردین، خبر از نهایی شدن کاندیداتوری باقری لنکرانی به عنوان نامزد جبهه پایداری در یازدهمین دوره از انتخابات ریاست جمهوری ایران داد. همچنین خبر رسمی این موضوع در روز اول اردیبهشت در تالار وحدت تهران اعلام شد. در آستانه انتخابات ریاست‌جمهوری ایران (۱۳۹۲) به دنبال نام‌نویسی او برای نامزدی یازدهمین دوره انتخابات ریاست جمهوری، مصباح یزدی در اظهار نظری گفت:
بینی و بین الله شهادت می‌دهم که روی زمین و زیر این آسمان کسی اصلحتر از آقای لنکرانی نمی‌شناسم حتی یک مورد خلاف شرع و خلاف قانون از او مشاهده نشده و امیدوارم که این شهادت برگ زرینی در کارنامه ۸۰ ساله من باشد.— محمدتقی مصباح یزدی